# Der Graf Luna
Der Graf Luna ist ein phantastischer Roman des österreichischen Schriftstellers Alexander Lernet-Holenia, der 1955 im Paul Zsolnay Verlag in Wien erstmals veröffentlicht wurde. Er thematisiert die Situation Österreichs in der Nachkriegszeit und die Frage der Schuld an nationalsozialistischen Verbrechen.

## Handlung
Alexander Jessiersky ist ein Österreicher mit russisch-polnischer Abstammung und einem fragwürdigen Adelstitel, welcher schon vor 1918 von den österreichischen Behörden nicht anerkannt worden war. Von der Familie seiner Mutter hat er ein Transportunternehmen in Wien geerbt, um das er sich kaum kümmert, sondern das er durch mehrere Direktoren führen lässt. Er lebt mit seiner Familie im ehemaligen Palais Strattmann in der Wiener Innenstadt. Nach dem Anschluss im Jahr 1938 erlebt seine Firma durch Geschäfte mit den neuen Machthabern einen Aufschwung; durch Drängen seiner Direktoren werden mehrere Grundstücke aus dem Besitz des Grafen Luna zugunsten des Unternehmens enteignet. Graf Luna selbst, ein Soziologe und Monarchist, wird ins KZ Mauthausen verschleppt. Jessiersky hat dieses Vorgehen zwar innerlich abgelehnt, aber kommentarlos geschehen lassen und nicht verhindert. Während der Kriegszeit erkundigt er sich mehrmals diskret nach Luna und unterstützt ihn mit anonym gesendeten Lebensmittelpaketen. Nach Kriegsende ist Graf Luna unauffindbar, wahrscheinlich in den Wirren der letzten Kriegswochen im Rahmen eines Endphaseverbrechens im KZ Ebensee umgekommen.
Mehrere Jahre nach Kriegsende mehren sich die Anzeichen dafür, dass Luna noch am Leben ist, und nun an Jessiersky Rache nimmt: Zunächst erkrankt seine jüngste Tochter, die zuvor im Volksgarten von einem Mann, der dem Grafen ähnlich sieht, Süßigkeiten geschenkt bekommen hatte. Jessiersky glaubt an eine Vergiftung und beginnt, über Luna und dessen Familie zu recherchieren. Bald schreibt er Luna übernatürliche Fähigkeiten zu, „wie der Mond angeblich das Wetter beeinflusst, übte auch er wahrscheinlich Einfluss auf die Witterung der Ereignisse.“  Als er eines Abends Geräusche im Dachgeschoß seines Hauses hört, meint er, Luna habe sich in sein Haus eingeschlichen. Tatsächlich sieht er einen Mann flüchten, den er durch die Innenstadt verfolgt und mit einer Schere ersticht. Als er sich über den Toten beugt, erkennt er einen gewissen Baron Spinette, der offenbar der Liebhaber seiner Frau gewesen war. Bei der Jagd auf seinem Sommersitz Zinkeneck im Salzkammergut erschießt Jessiersky einen Mann, der in seinem Revier wildert und den er für Graf Luna hält. Es stellt sich jedoch heraus, dass es sich um einen ortsansässigen Jäger gehandelt hat. Dann stirbt Jessierskys Ehefrau Elisabeth an einer schlecht durchgeführten Abtreibung. Ihr Mann, der zunehmend paranoid wird, gibt auch dafür dem Grafen die Schuld. Schließlich ermordet Jessiersky den Hauslehrer seiner Kinder, der ein verdeckt ermittelnder Polizist gewesen war.
Jessiersky flüchtet nach Rom, da er glaubt, nicht nur die Polizei, sondern auch Graf Luna sei ihm auf der Spur. Von dort aus bucht er einen Platz auf einem Passagierschiff nach New York sowie unter falschem Namen eine Passage nach Buenos Aires. In einer antiken römischen Kirche steigt er in die Katakomben, „in einem Versuch, den Mond irrezuführen“. Jessiersky verirrt sich, findet keinen Ausgang mehr und stirbt dort. Im Sterben erscheinen ihm seine polnischen Vorfahren und geleiten ihn nach Hause.

## Zeitkritik
Auffällig ist die Beschreibung der österreichischen Gesellschaft der Nachkriegszeit, die Lernet-Holenia als materialistische „Welt von Händlern, die bloß zwischendurch Kriege führen“ und abgrundtief opportunistisch schildert. In Bezug auf die (westlichen) Besatzungsmächte heißt es im Roman etwa: 

„Mit nachtwandlerischer Sicherheit aber fischten sie die von ihnen bishin bekämpften sogenannten faschistischen Elemente der Bevölkerung heraus, warfen ihren Verdacht auf die sogenannten nichtfaschistischen und begannen, von den sogenannten Faschisten in Handel und Wandel unterstützt, ja geradezu im Verhältnis einer gewissen Abhängigkeit von ihnen, eine Stellung gegen den bisherigen sogenannten Verbündeten im Osten aufzubauen. Auf diesem ihrem Wege war der Kampf gegen das sogenannte Dritte Reich in der Tat nur etwas vorübergehend Überschätztes gewesen.“

## Rezeption
Die zeitgenössische Rezeption des Romans durch die Leitmedien war eher spärlich und verhalten, obgleich Lernet-Holenia zum Zeitpunkt des Erscheinens zu den prominentesten österreichischen Autoren zählte. Es erschienen nur wenige Rezensionen, die sich zudem auf das Thema der Paranoia bzw. der geistigen Zerrüttung der Titelfigur konzentrierten und die Frage nach dessen „Schuld durch Unterlassen“ weitestgehend ausklammerten. Die kommunistische Kulturzeitschrift Wiener Tagebuch, in der Lernet-Holenia, obwohl selbst konservativ eingestellt, gelegentlich publiziert hatte, würdigte den Roman hingegen als „wertvollen und gelungenen Zeitroman“.
Lernet-Holenias Biograf Roman Rocek sieht in der Figur des Alexander Jessiersky deutliche Parallelen zum Autor, der in der Nachkriegszeit heftig angefeindet wurde und darauf zunehmend aggressiv reagierte: „Es ist nicht zu verkennen: Die Obsessionen dieser düsteren Gestalt sind Lernets eigene, der Verfolgungswahn des sich im Recht wähnenden Ungerechten trägt nur zu sichtbar alle Merkmale von Lernets gestörter Beziehung zur Umwelt. Nicht selten fühlt er sich aus dem Schatten heraus angegriffen, schlägt selbst da zurück, wo kein Gegner auszumachen ist.“
Anlässlich der Publikation einer US-amerikanischen Neuübersetzung im Jahr 2020 wurde das Buch auch im englischsprachigen Raum breiter wahrgenommen. Die Dichterin und Musikerin Patti Smith sprach von einem „unglaublichen, unerwarteten und atemberaubenden Buch“, dessen „filmische Poesie“ sprachlos mache. Die Kirkus Review bezeichnete den Roman als „feine psychologische Studie darüber, wie ein Mensch durch Schuld von innen her vermodert“ und „stockfinstere Geschichte über den Lohn der Komplizenschaft mit dem Faschismus“.
Der Germanist Clemens Ruthner (2019) sieht den Roman als Ausdruck der zynischen Desillusionierung des Autors, dessen aristokratisch-altösterreichische Identität im Chaos der Nachkriegszeit und der Dynamik des Wiederaufbaus sowie des beginnenden Ost-West-Konflikts brüchig geworden sei.
Die erzählerische Struktur des Romans wurde mit Hugo von Hofmannsthals Erzählung Das Märchen der 672. Nacht verglichen; die Beschreibung des allmählichen Hinübergleitens vom Leben in den Tod mit Lernet-Holenias 1936 erschienener Novelle Der Baron Bagge.